# Colin Renfrew
Colin Renfrew   (Stockton-on-Tees, 25 de juliol de 1937 - Cambridge, 24 de novembre de 2024) fou un arqueòleg anglès.

## Biografia
Es va graduar en arqueologia i antropologia l'any 1962 a Cambridge. Entre 1968 i 1970 va dirigir excavacions a Sitagroi i el 1972 a Milos.
El 1973 Renfrew va publicar Before Civilisation, the Radiocarbon Revolution and Prehistoric Europe (Abans de la civilització: La revolució del carboni-14 i l'Europa prehistòrica). El 1990 publicà Archaeology and Language: The Puzzle of Indo-European Origins (Arqueologia i llenguatge: el trencaclosques dels orígens protoindoeuropeus.
Renfrew és l'autor de la «hipòtesi d'Anatòlia» segons la qual els indoeuropeus es van estendre pacíficament per tot Europa arran de la revolució agrícola neolítica.

## Obres
- Renfrew, A.C.  The Emergence of Civilisation: The Cyclades and the Aegean in The Third Millennium BC London, 1972
- Renfrew, A.C. Before Civilisation, the Radiocarbon Revolution and Prehistoric Europe London: Pimlico, 1973. ISBN 0-7126-6593-5
- Renfrew, A.C. i Wagstaff, Malcolm (editors)  An Island Polity, the Archaeology of Exploitation in Melos Cambridge: Cambridge University Press, 1982
- Renfrew, A.C., (editor)  The Archaeology of Cult, the Sanctuary at Phylakopi London: British School at Athens and Thames & Hudson, 1985
- Renfrew, A.C. Archaeology and Language: The Puzzle of Indo-European Origins London: Pimlico, 1987. ISBN 0-7126-6612-5
- Renfrew, A.C. i Bahn, P. Archaeology: Theories, Methods and Practice London: Thames and Hudson, 1991. ISBN 0-500-28147-5 (quarta edició, 2004)
- Renfrew, A.C. Loot, Legitimacy and Ownership: The Ethical Crisis in Archaeology London: Duckworth, 2000. ISBN 0-7156-3034-2
- Renfrew, A.C. Figuring It Out: The Parallel Visions of Artists and Archaeologists London: Thames and Hudson, 2003. ISBN 0-500-05114-3
- Ernestine S. Elster i Colin Renfrew (eds) Prehistoric Sitagroi: excavations in northeast Greece, 1968-1970. Vol. 2, The final report Los Angeles, CA: Cotsen Institute of Archaeology, University of California, Los Angeles, 2003. Col. Monumenta archaeologica 20
- Colin Renfrew, Marija Gimbutas i Ernestine S. Elster (eds.) Excavations at Sitagroi, a prehistoric village in northeast Greece. Vol. 1 Los Angeles: Institute of Archaeology, University of California, 1986